# Cachorrinhas
"Cachorrinhas" (estilizado em letras maiúsculas) é uma canção gravada pela cantora e compositora brasileira Luísa Sonza. Composta pela artista com os colaboradores Diggo Martins, Elana Dara, Hodari, Laudz e Zegon, com auxílio da dupla Tropkillaz na produção. Foi lançada como single em 18 de julho de 2022 através da Sony Music Brasil, sendo o seu primeiro lançamento pela gravadora.
O videoclipe correspondente foi dirigido por Fernando Nogari e gravado em película, ao qual a artista o descreveu como "um dos maiores videoclipes de toda sua carreira".

## Antecedentes e lançamento
Em janeiro de 2022, a cantora e compositora Luísa Sonza decidiu não renovar com a gravadora Universal Music Brasil, ao qual firmaram contrato em 2017. Através da editora, foram lançados os álbuns Pandora (2019) e Doce 22 (2021). No mês de maio do mesmo ano, a cantora firmou um contrato de 20 milhões de dólares com a divisão brasileira da Sony Music. Durante o Festival Expocrato, que acontece na cidade do Crato, Ceará, Sonza divulgou um trecho de "Cachorrinhas" e afirmou através do Twitter que "vai encerrar um período e uma linguagem musical que usou desde o início de sua carreira", a canção foi lançada em 18 de julho e marca o seu primeiro lançamento através da Sony Music. Para sua divulgação, a artista fez uma ação a favor dos direitos caninos: onde 1kg de ração era doado ao Instituto Luisa Mell a cada 100 "pré-saves" em plataformas digitais.

## Estrutura musical e conteúdo
"Cachorrinhas" é fruto de um trabalho colaborativo entre Sonza, Diggo Martins, Elana Dara, Hodari, Laudz e Zegon, sendo que a produção ficou a cargo da dupla Tropkillaz. Musicalmente, é uma obra de ritmo acelerado que incorpora o gênero musical pop trap com duração total de dois minutos e quatorze segundos (2:14).

## Alinhamento de faixas
- Download digital e streaming[9]

1. "Cachorrinhas" — 2:14

## Prêmios e indicações
| Ano  | Premiação                             | Categoria        | Resultado | Ref.          |
| ---- | ------------------------------------- | ---------------- | --------- | ------------- |
| 2022 | Prêmio Multishow de Música Brasileira | Clipe TVZ do Ano | Indicado  | [ 10 ] [ 11 ] |

## Créditos
Lista-se abaixo os profissionais envolvidos na elaboração de "Cachorrinhas", de acordo com o Tidal:
- Luísa Sonza: vocalista principal, composição
- Diggo Martins: composição
- Elana Dara: composição
- Hodari: composição
- Laudz: composição
- Zegon: composição
- Tropkillaz: produção

## Desempenho nas tabelas musicais

### Tabelas semanais
| Tabela musical (2022)        | Melhor posição |
| ---------------------------- | -------------- |
| Brasil (Billboard)           | 2              |
| Mundo (Billboard Global 200) | 141            |
| Portugal (AFP)               | 10             |

## Histórico de lançamento
| Região | Data                | Formato(s)                   | Gravadora         | Ref.  |
| ------ | ------------------- | ---------------------------- | ----------------- | ----- |
| Mundo  | 18 de julho de 2022 | Download digital · streaming | Sony Music Brasil | [ 9 ] |